# Грејач
Грејач је насеље у Србији у општини Алексинац у Нишавском округу. Према попису из 2022. било је 511 становника (према попису из 1991. било је 754 становника).
Указом Краља од 21. марта 1926. године насеље је добило статус варошице.
Овде се налазе Железничка станица Грејач и ФК Јединство ГВД Грејач.

## Познате личности
У насељу Грејач је рођена позната фолк певачица Биљана Јевтић.

## Демографија
У насељу Грејач живи 581 пунолетни становник, а просечна старост становништва износи 44,8 година (43,4 код мушкараца и 46,3 код жена). У насељу има 223 домаћинства, а просечан број чланова по домаћинству је 3,12.
Ово насеље је скоро у потпуности насељено Србима (према попису из 2002. године), а у последња три пописа, примећен је пад у броју становника.
|  |

| Демографија | Демографија | Демографија |
| Година      | Становника  | Становника  |
| ----------- | ----------- | ----------- |
| 1948.       | 905         |             |
| 1953.       | 899         |             |
| 1961.       | 929         |             |
| 1971.       | 845         |             |
| 1981.       | 802         |             |
| 1991.       | 754         | 736         |
| 2002.       | 696         | 726         |

| Етнички састав према попису из 2002.‍ | Етнички састав према попису из 2002.‍ | Етнички састав према попису из 2002.‍ | Етнички састав према попису из 2002.‍ | Етнички састав према попису из 2002.‍ |
| ------------------------------------ | ------------------------------------ | ------------------------------------ | ------------------------------------ | ------------------------------------ |
|                                      |                                      |                                      |                                      |                                      |
| Срби                                 | Срби                                 |                                      | 669                                  | 96,12%                               |
| Роми                                 | Роми                                 |                                      | 24                                   | 3,44%                                |
| Хрвати                               | Хрвати                               |                                      | 1                                    | 0,14%                                |
| Руси                                 | Руси                                 |                                      | 1                                    | 0,14%                                |
| Албанци                              | Албанци                              |                                      | 1                                    | 0,14%                                |
| непознато                            | непознато                            |                                      | 0                                    | 0,0%                                 |

| Година пописа     | 1948. | 1953. | 1961. | 1971. | 1981. | 1991. | 2002. |
| ----------------- | ----- | ----- | ----- | ----- | ----- | ----- | ----- |
| Број домаћинстава | 193   | 206   | 238   | 229   | 253   | 234   | 223   |

| Број чланова      | 1  | 2  | 3  | 4  | 5  | 6  | 7 | 8 | 9 | 10 и више | Просек |
| ----------------- | -- | -- | -- | -- | -- | -- | - | - | - | --------- | ------ |
| Број домаћинстава | 44 | 60 | 32 | 31 | 33 | 15 | 7 | 1 | 0 | 0         | 3,12   |

| Пол    | Укупно | Неожењен/Неудата | Ожењен/Удата | Удовац/Удовица | Разведен/Разведена | Непознато |
| ------ | ------ | ---------------- | ------------ | -------------- | ------------------ | --------- |
| Мушки  | 300    | 79               | 189          | 27             | 5                  | 0         |
| Женски | 300    | 37               | 198          | 58             | 7                  | 0         |
| УКУПНО | 600    | 116              | 387          | 85             | 12                 | 0         |

| Пол    | Укупно                    | Пољопривреда, лов и шумарство | Рибарство                            | Вађење руде и камена | Прерађивачка индустрија       |
| ------ | ------------------------- | ----------------------------- | ------------------------------------ | -------------------- | ----------------------------- |
| Мушки  | 128                       | 15                            | 0                                    | 5                    | 36                            |
| Женски | 80                        | 39                            | 0                                    | 1                    | 12                            |
| УКУПНО | 208                       | 54                            | 0                                    | 6                    | 48                            |
| Пол    | Производња и снабдевање   | Грађевинарство                | Трговина                             | Хотели и ресторани   | Саобраћај, складиштење и везе |
| Мушки  | 3                         | 15                            | 12                                   | 1                    | 15                            |
| Женски | 0                         | 1                             | 12                                   | 1                    | 2                             |
| УКУПНО | 3                         | 16                            | 24                                   | 2                    | 17                            |
| Пол    | Финансијско посредовање   | Некретнине                    | Државна управа и одбрана             | Образовање           | Здравствени и социјални рад   |
| Мушки  | 0                         | 2                             | 14                                   | 2                    | 1                             |
| Женски | 0                         | 0                             | 1                                    | 2                    | 9                             |
| УКУПНО | 0                         | 2                             | 15                                   | 4                    | 10                            |
| Пол    | Остале услужне активности | Приватна домаћинства          | Екстериторијалне организације и тела | Непознато            | Непознато                     |
| Мушки  | 1                         | 0                             | 0                                    | 6                    | 6                             |
| Женски | 0                         | 0                             | 0                                    | 0                    | 0                             |
| УКУПНО | 1                         | 0                             | 0                                    | 6                    | 6                             |